# カトリック武雄教会
カトリック武雄教会（カトリックたけおきょうかい）は、佐賀県武雄市にある、キリスト教（カトリック）の聖堂。

## 解説
日本でも有数の畳敷きの聖堂を持つ。
かつては教会に併設して武雄カトリック幼稚園があったが2021年3月をもって閉園。

## ミサの時間

### 主日ミサ
- 9:00～（4月～6月・10月～12月）
- 11:00～（7月～9月・1月～3月）
  - 2024年度から主任司祭が鹿島教会の主任を兼務する関係で三ヶ月ごとに開始時間が変更となる。
  - ミサ後には茶話会が行われる。

### 週日ミサ
- 火曜日・木曜日・教会暦における祝祭日　7:00～（日によって変動あり）
- 第1金曜日（初金）の19:00から聖体賛美式が行われる。教会暦の祝日と重なった場合は賛美式の前にミサがある。
- 2022年より韓国出身の司祭が司牧にあたっていることもあり、不定期に巡礼団のミサが捧げられることがある。